# Nazionale maschile di calcio del Senegal
La nazionale di calcio del Senegal è la rappresentativa nazionale calcistica del Senegal ed è posta sotto l'egida della Fédération Sénégalaise de Football.
Affiliata alla FIFA dal 1962, ha partecipato a tre fasi finali del campionato mondiale di calcio (2002, 2018 e 2022), raggiungendo i quarti di finale dell'edizione del 2002 (secondo miglior risultato di sempre per una nazionale africana, insieme al Camerun del 1990 e al Ghana del 2010), edizione in cui sconfisse la Francia campione del mondo e d'Europa in carica nella prima partita del torneo. Ha vinto un'edizione della Coppa d'Africa, conquistata nel 2021 ai tiri di rigore. L'anno successivo conquista per la prima volta il Campionato delle nazioni africane, diventando la prima rappresentativa contemporaneamente campione di entrambi i massimi tornei continentali per nazionali. Ha vinto, inoltre, 8 Coppe Amílcar Cabral e una Coppa CEDEAO.
Nella graduatoria FIFA, in vigore da agosto 1993, il miglior posizionamento è il 18º posto, occupato nel febbraio 2022 e poi dal giugno all'ottobre dello stesso anno, mentre il peggiore è stato il 99º posto del giugno 2013.
Occupa attualmente la 17ª posizione della graduatoria

## Storia

### Esordi
Il 4 aprile 1960 il Senegal ottenne l'indipendenza dalla Francia. Nello stesso anno fu fondata la federcalcio senegalese. Il 31 dicembre 1961 la nazionale senegalese disputò la sua prima partita ufficiale (perse per 3-2) contro Dahomey. Nel 1962 la federcalcio si affiliò alla FIFA e nel 1963 alla CAF.
La nazionale fu eliminata al primo turno nella Coppa d'Africa 1965, 1968 e 1986. Partecipò ai Giochi dell'Amicizia del 1963.
Nel 1985 il Senegal si aggiudicò la Coppa CEDEAO, primeggiando nel girone nell'edizione giocata in casa.

### Anni 1990
Negli anni 1990 il Senegal si qualificò per quattro edizioni della Coppa d'Africa su sei.
Nel 1990 riuscì a superare per la prima volta la fase a gironi, piazzandosi secondo nel proprio raggruppamento. Si arrese in semifinale all'Algeria (2-1) e perse la finale per il terzo posto contro lo Zambia (1-0), finendo quarto.
Nel 1992 il Senegal organizzò la Coppa d'Africa. Superata la prima fase come seconda classificata nel proprio girone, il Senegal fu battuto ai quarti di finale dal Camerun, che vinse grazie ad un gol di Ernest Ebongué segnato a un minuto dalla fine dei tempi regolamentari.
Nel 1994 il Senegal si piazzò ancora una volta secondo nel proprio girone e si qualificò per i quarti di finale, dove fu eliminato dallo Zambia (1-0, gol di Evans Sakala al 39º minuto). Nel 1995 arrivò sulla panchina del Senegal il CT tedesco Peter Schnittger.
Mancò la qualificazione alla fase finale della Coppa d'Africa nel 1996 e nel 1998.

### Anni 2000

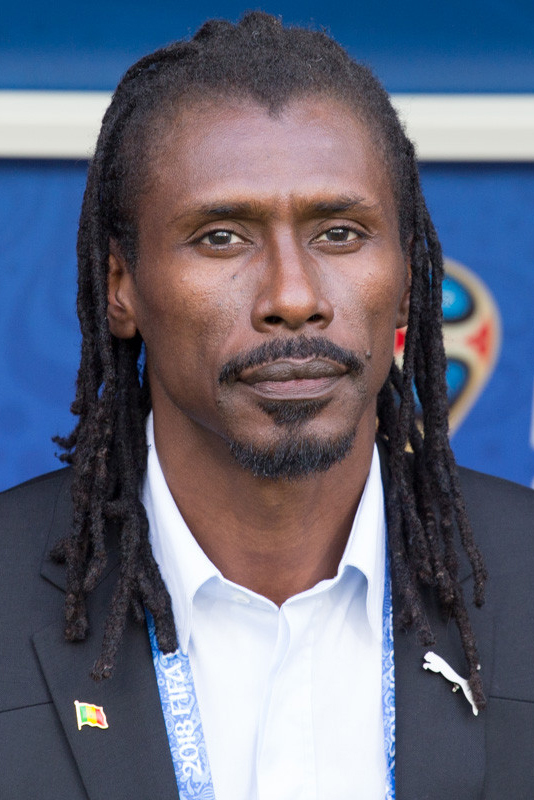
Aliou Cissé, prima capitano e poi CT del Senegal

Nel Coppa d'Africa 2000 superò il girone come seconda classificata e fu eliminata ai quarti di finale dalla Nigeria (2-1). Qualche tempo dopo la federazione ingaggiò il CT francese Bruno Metsu.
La nazionale senegalese raggiunse notorietà nel 2002, anno in cui arrivò in finale in Coppa d'Africa e debuttò al campionato del mondo.
Nella Coppa d'Africa batté Egitto (1-0) e Zambia (1-0) e pareggiò con la Tunisia (0-0), poi, ai quarti di finale, eliminò la RD del Congo (2-0) e in semifinale la Nigeria (2-1 dopo i tempi supplementari), prima di perdere la finale contro il Camerun per 3-2 ai tiri di rigore (0-0 dopo i tempi supplementari).
Il Senegal ottenne la qualificazione a Corea del Sud-Giappone 2002 davanti alle più quotate Marocco, Egitto ed Algeria. Nella fase finale del mondiale, la squadra di Metsu, guidata dal talentuoso El Hadji Diouf, fu tra le sorprese del torneo. Il 31 maggio aprì la rassegna mondiale bagnando il debutto con una clamorosa e inopinata vittoria (1-0) sulla Francia, che in quel momento deteneva i titoli europeo e mondiale, grazie a un gol di Papa Bouba Diop. Pareggiate le successive gare contro Danimarca (1-1 con gol di Salif Diao) e Uruguay (3-3 dopo aver chiuso il primo tempo in vantaggio per 3-0 con gol di Khalilou Fadiga e doppietta di Bouba Diop), si qualificò agli ottavi di finale come seconda classificata alle spalle dei danesi. Agli ottavi eliminò la Svezia al golden goal (2-1 con doppietta di Henri Camara). Il cammino dei senegalesi si arrestò ai quarti, a causa della sconfitta contro la Turchia (1-0 al golden goal).
La buona impressione destata in Asia dal Senegal non trovò conferma nei risultati successivi. La squadra mancò, infatti, l'accesso al mondiale di Germania 2006, chiudendo il girone di qualificazione al secondo posto, a due punti dalla capolista Togo. Ancor più deludente risultò la campagna di qualificazione al mondiale di Sudafrica 2010, con l'eliminazione arrivata già nella prima fase.
Nella Coppa d'Africa 2004 la nazionale senegalese fu eliminata ai quarti di finale dalla Tunisia padrona di casa (1-0). Nell'edizione del 2006 eliminò la Guinea ai quarti di finale (3-2), perse in semifinale contro l'Egitto padrone di casa (1-0) e chiuse quarta perdendo la finale per il terzo posto contro la Nigeria (1-0). Dalla Coppa d'Africa 2008 il Senegal fu estromesso a sorpresa nella fase a gironi, piazzandosi terzo nel proprio raggruppamento dopo due pareggi (2-2 contro la Tunisia e 1-1 contro il Sudafrica) inframmezzati dalla sconfitta contro l'Angola (3-1).Il CT polacco Henri Kasperczak rassegnò le proprie dimissioni a torneo in corso, dopo la sconfitta a sorpresa contro l'Angola, e fu rimpiazzato dal suo vice Lamine N'Diaye.

### Anni 2010
Dopo la mancata qualificazione alla fase finale della Coppa d'Africa 2010, la nazionale senegalese tornò alla ribalta per l'edizione del 2012, dove durante le qualificazioni dominò il girone rimanendo imbattuta ed eliminando squadre come Camerun e la RD del Congo. Nella competizione era considerata una delle favorite per la vittoria finale insieme alla Costa d'Avorio, Ghana e Marocco, vista l'eliminazione di squadre come Egitto (campione nelle ultime tre edizioni), Nigeria, Sudafrica e appunto Camerun. Già nella partita d'esordio, però, il Senegal fu sconfittò dallo Zambia per 2-1. Perse poi contro la Guinea Equatoriale (nazione che ospitava il torneo insieme con il Gabon), e contro la Libia per 2-1. Di conseguenza uscì dalla competizione dopo tre incontri, ultima nel proprio girone con zero punti.
Il 9 ottobre 2010, sconfiggendo per 7-0 in casa le Mauritius, il Senegal ottenne la più larga vittoria della propria storia.
Nelle qualificazioni alla Coppa d'Africa 2013 fu eliminato dalla Costa d'Avorio perdendo la gara d'andata per 4-2 e la gara di ritorno per 2-0 a tavolino (la partita fu sospesa al 73º minuto di gioco per i disordini causati dal pubblico sugli spalti).
Il 9 gennaio 2013 fu nominato CT del Senegal il francese Alain Giresse.

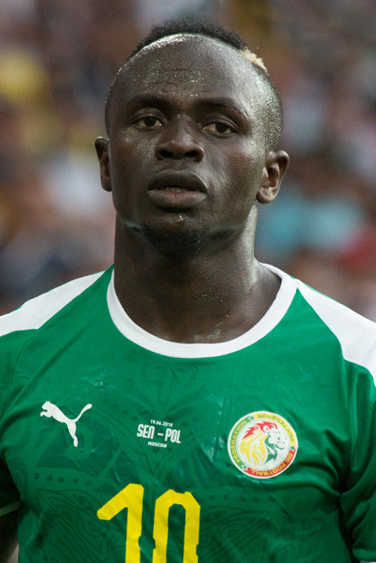
Sadio Mané, tra i punti di forza del Senegal, esordì in nazionale nel 2012

Durante le qualificazioni al campionato mondiale di calcio 2014 superò la fase a gironi senza mai essere sconfitta. Ottenne, infatti, tre vittorie e tre pareggi, vincendo il girone composto anche da Uganda, Angola e Liberia. Fu eliminata ai play-off quando affrontò di nuovo la Costa d'Avorio, venendo da essa sconfitto fuori casa per 3-1 dopo il pareggio in casa per 1-1.
Nelle qualificazioni alla Coppa d'Africa 2015 il Senegal si trovò nel gruppo G insieme a Tunisia, Egitto e Botswana. Il 5 settembre 2014, nella prima partita d'andata, batté in casa l'Egitto per 2-0 grazie alle reti di Mame Biram Diouf al 19º minuto e di Sadio Mané al 45°+1°. Cinque giorni dopo, stavolta fuori casa, ottenne lo stesso risultato anche contro Botswana, con le reti di Mané e Dame N'Doye. Un mese dopo pareggiò senza reti in casa contro la Tunisia, che però vinse la partita disputata in Tunisia per 1-0. Vincendo le gare di ritorno contro l'Egitto (1-0) e il Botswana (3-0), i leoni del Senegal si qualificarono per la trentesima edizione della Coppa d'Africa come secondi nel gruppo con 13 punti, un punto in meno della Tunisia, e davanti all'Egitto, fermo a quota 6.
Inserito in un girone con Ghana, Algeria e Sudafrica, considerato il girone più equilibrato del torneo, il 19 gennaio 2015 il Senegal, allenato dal francese Alain Giresse, esordì nella fase finale della Coppa d'Africa 2015 all'Estadio de Mongomo contro la nazionale ghanese, che al 14º minuto di gioco si portò in vantaggio con André Ayew. Nel secondo tempo arrivò il pareggio di Diouf al 58º minuto di gioco. Il Senegal trovò il gol-vittoria a dieci secondi dalla fine con Moussa Sow, subentrato al 79º minuto. I senegalesi pareggiarono poi per 1-1 contro il Sudafrica (gol di Oupa Manyisa per i Bafana Bafana e pareggio di Kara Mbodj). Nella terza e ultima partita il Senegal, cui bastava un pareggio per superare il turno, fu sconfitto per 2-0 dall'Algeria con i gol di Riyad Mahrez e Nabil Bentaleb e chiuse al terzo posto nel gruppo con 4 punti, venendo così eliminato dalla coppa.
Il Senegal del CT Aliou Cissé si qualificò alla Coppa d'Africa 2017 vincendo autorevolmente il girone con Burundi, Niger e Namibia. Nella fase finale del torneo, in Gabon, vinse all'esordio contro la Tunisia (2-0) e poi contro lo Zimbabwe (2-0), guadagnando con una giornata di anticipo la qualificazione al turno successivo come prima classificata. Nell'ultima partita del girone, contro l'Algeria, con una squadra imbottita di riserve pareggiò per 2-2. Ai quarti di finale il Senegal fu eliminato dal Camerun (0-0 dopo i tempi supplementari, 5-4 dopo i tiri di rigore).
La selezione senegalese si qualificò alla fase finale del campionato del mondo 2018 vincendo il gruppo D delle eliminatorie CAF con una giornata d'anticipo. In Russia la squadra di Aliou Cissé fu inserita in un girone con Polonia, Colombia e Giappone. All'esordio ottenne una sorprendente vittoria per 2-1 contro la Polonia, grazie ad un autogol e una rete di M'Baye Niang, mentre nella seconda partita fu raggiunto per due volte sul pari dal Giappone, per il definitivo 2-2 (reti senegalesi di Sadio Mané e Moussa Wagué). Nella terza e decisiva sfida contro la Colombia, i leoni della Teranga, cui per superare il turno sarebbe bastato un pareggio, furono sconfitti per 1-0. A causa di questo risultato si ritrovarono in situazione di assoluta parità con i giapponesi: pari punti, pari differenza reti, pari gol segnati e pari nello scontro diretto. Per stabilire la seconda squadra del girone qualificata oltre alla Colombia si ricorse dunque al criterio del minor numero di cartellini gialli e rossi, criterio che premiò i giapponesi, relegando i senegalesi al terzo posto del girone, eliminati al primo turno.
Il sorteggio alla fase finale della Coppa d'Africa 2019, a cui la squadra si qualificò come prima del girone eliminatorio con Guinea Equatoriale, Madagascar e Sudan, riservò al Senegal il gruppo C, in cui si piazzò alle spalle dell'Algeria, vittoriosa per 1-0 nello scontro diretto, e in virtù dei successi contro Kenya (3-0) e Uganda (1-0). Agli ottavi di finale sconfisse nuovamente l'Uganda (1-0) e ai quarti eliminò il Benin (1-0), tornando tra le prime quattro squadre del continente dopo tredici anni, per poi battere in semifinale la Tunisia (1-0 dopo i tempi supplementari) e avere accesso alla finale del torneo dopo diciassette anni dall'ultima volta, dove viene sconfitto per 1-0 dall'Algeria.

### Anni 2020
Nell'edizione 2021 della Coppa d'Africa, disputata nel 2022, la selezione senegalese trionfò. Superato il girone di prima fase come prima in classifica con una vittoria e due pareggi, eliminò Capo Verde agli ottavi di finale (2-0), Guinea Equatoriale ai quarti (3-1) e Burkina Faso (3-1) in semifinale; riuscì così ad accedere per la seconda volta consecutiva alla finale del torneo, che vinse contro l'Egitto (0-0 dopo i tempi supplementari, 4-2 dopo i tiri di rigore). A vent'anni dal suo errore ai rigori contro il Camerun nella finale del 2002, Aliou Cissé riuscì, dunque, a vincere la Coppa d'Africa come allenatore del Senegal.
Qualificatosi al campionato del mondo 2022 battendo allo spareggio ancora l'Egitto ai tiri di rigore, il Senegal riuscì a superare la fase a gironi dopo la sconfitta all'esordio contro i Paesi Bassi (0-2) , vincendo contro i padroni di casa del Qatar (3-1) e l'Ecuador (2-1) e guadagnando così il secondo posto dietro gli olandesi agli ottavi di finale fu eliminato dall'Inghilterra, vittoriosa per 3-0.
Alla Coppa d'Africa 2023, il Senegal rispettò in pieno i pronostici da favorita per il passaggio del turno vincendo tutte e tre le partite del gruppo C contro, in sequenza, Gambia, Camerun e Guinea. Agli ottavi, però, dovette soccombere contro i padroni di casa della Costa d'Avorio, che dopo l'1-1 ai supplementari vinse la lotteria ai rigori per 5-4.

## Commissari tecnici

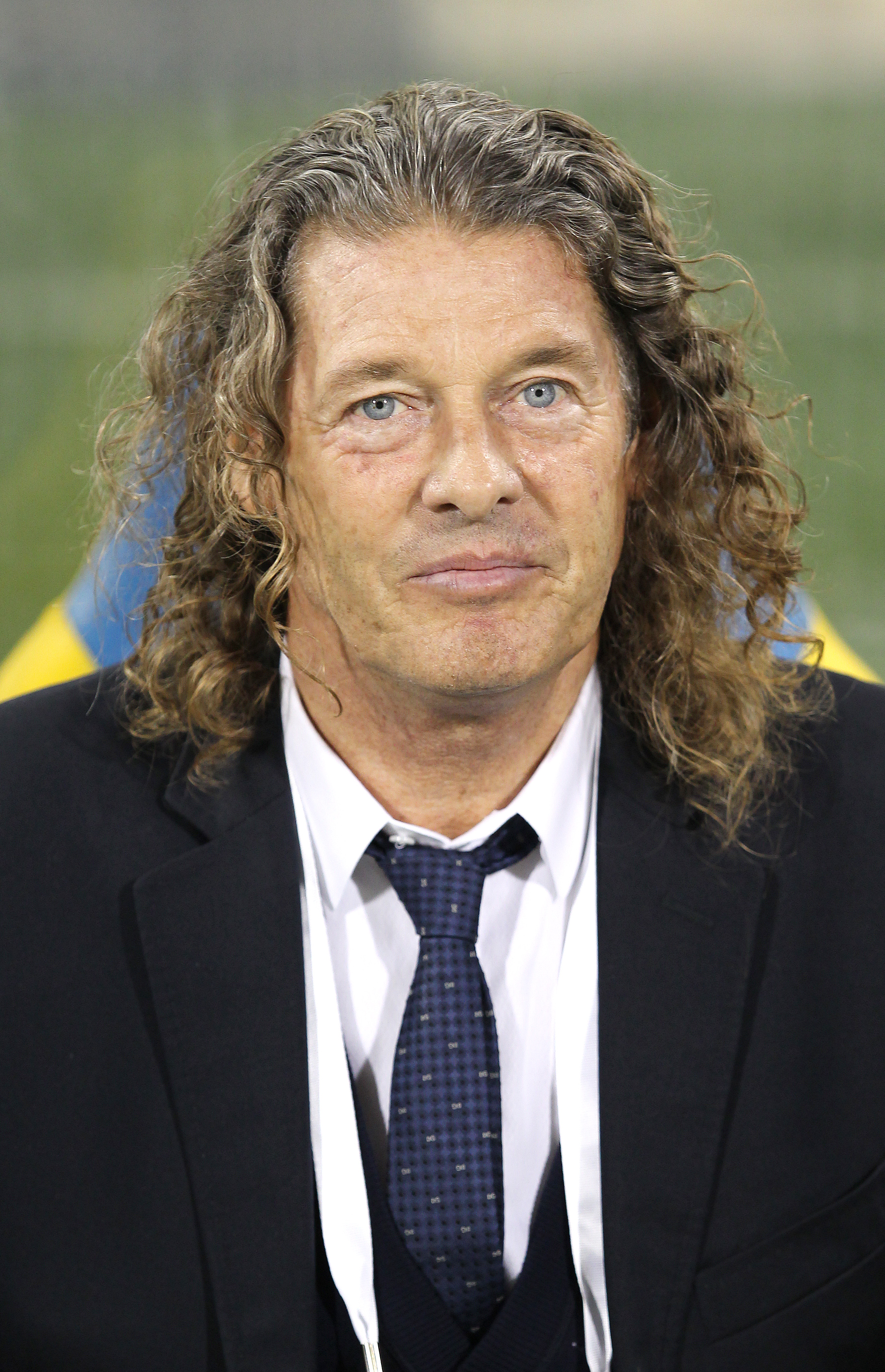
Bruno Metsu, allenatore del Senegal dal 2000 al 2002, guidò la nazionale ai quarti di finale del

| Periodo   | Nome              |
| --------- | ----------------- |
| 1960-1961 | Raoul Diagne      |
| 1961-1979 | Jules Vandooren   |
| 1979-1982 | Otto Pfister      |
| 1982-1989 | Pape Alioune Diop |
| 1989-1994 | Claude Le Roy     |
| 1994-1995 | Jules Bocandé     |
| 1995-2000 | Peter Schnittger  |
| 2000-2002 | Bruno Metsu       |
| 2002-2005 | Guy Stéphan       |
| 2005-2006 | Abdoulaye Sarr    |
| 2006-2008 | Henryk Kasperczak |
| 2008-2012 | Amara Traoré      |
| 2012-2013 | Joseph Koto       |
| 2013-2015 | Alain Giresse     |
| 2015-2024 | Aliou Cissé       |
| 2024-     | 🇸🇳 Pape Thiaw     |

## Colori e simboli

### Divise storiche
| Mondiali 2002 | Mondiali 2002 | Mondiali 2002 | Mondiali 2002 |
| --- | --- | ------------- | ------------- |
| Casa | Trasferta |               |               |
| Manica sinistra · Manica sinistra · Maglietta · Maglietta · Manica destra · Manica destra · Pantaloncini · Calzettoni | Manica sinistra · Manica sinistra · Maglietta · Maglietta · Manica destra · Manica destra · Pantaloncini · Pantaloncini · Calzettoni |               |               |
| Le Coq Sportif | |               |               |

| Coppa d'Africa 2012                                                                              | Coppa d'Africa 2012                                                                              | Coppa d'Africa 2012 | Coppa d'Africa 2012 |
| ------------------------------------------------------------------------------------------------ | ------------------------------------------------------------------------------------------------ | ------------------- | ------------------- |
| Casa                                                                                             | Trasferta                                                                                        |                     |                     |
| Manica sinistra · Maglietta · Maglietta · Manica destra · Pantaloncini · Calzettoni · Calzettoni | Manica sinistra · Maglietta · Maglietta · Manica destra · Pantaloncini · Calzettoni · Calzettoni |                     |                     |
| Puma                                                                                             |                                                                                                  |                     |                     |

| Coppa d'Africa 2015                                                                                                   | Coppa d'Africa 2015                                                                                             | Coppa d'Africa 2015 | Coppa d'Africa 2015 |
| --- | --- | ------------------- | ------------------- |
| Casa | Trasferta |                     |                     |
| Manica sinistra · Manica sinistra · Maglietta · Maglietta · Manica destra · Manica destra · Pantaloncini · Calzettoni | Manica sinistra · Maglietta · Maglietta · Manica destra · Pantaloncini · Pantaloncini · Calzettoni · Calzettoni |                     |                     |
| Puma | |                     |                     |

| Coppa d'Africa 2017                                                                                              | Coppa d'Africa 2017 | Coppa d'Africa 2017 | Coppa d'Africa 2017 |
| --- | --- | ------------------- | ------------------- |
| Casa | Trasferta |                     |                     |
| Manica sinistra · Maglietta · Maglietta · Manica destra · Manica destra · Pantaloncini · Calzettoni · Calzettoni | Manica sinistra · Manica sinistra · Maglietta · Maglietta · Manica destra · Manica destra · Pantaloncini · Pantaloncini · Calzettoni · Calzettoni |                     |                     |
| Romai Sports | |                     |                     |

| 2018-2019 | 2018-2019 | 2018-2019 | 2018-2019 |
| --- | --- | --------- | --------- |
| Casa | Trasferta |           |           |
| Manica sinistra · Manica sinistra · Maglietta · Maglietta · Manica destra · Manica destra · Pantaloncini · Pantaloncini · Calzettoni | Manica sinistra · Manica sinistra · Maglietta · Maglietta · Manica destra · Manica destra · Pantaloncini · Pantaloncini · Calzettoni |           |           |
| Puma | |           |           |

| Coppa d'Africa 2021                                                                                                   | Coppa d'Africa 2021 | Coppa d'Africa 2021 | Coppa d'Africa 2021 |
| --- | --- | ------------------- | ------------------- |
| Casa | Trasferta |                     |                     |
| Manica sinistra · Manica sinistra · Maglietta · Maglietta · Manica destra · Manica destra · Pantaloncini · Calzettoni | Manica sinistra · Manica sinistra · Maglietta · Maglietta · Manica destra · Manica destra · Pantaloncini · Pantaloncini · Calzettoni |                     |                     |
| Puma | |                     |                     |

## Palmarès
- Coppa d'Africa: 1

Camerun 2021
- Coppa delle nazioni africane: 1

Algeria 2022
- Coppa Amílcar Cabral: 8

1979, 1980, 1983, 1984, 1985, 1986, 1991, 2001
- Coppa CEDEAO: 1

Senegal 1985

## Partecipazioni ai tornei internazionali
Legenda: Grassetto: Risultato migliore, Corsivo: Mancate partecipazioni

## Tutte le rose

### Mondiali
Coppa del Mondo FIFA 20021 Sylva, 2 Daf, 3 Sarr, 4 Malick Diop, 5 N'Dour, 6 A. Cissé, 7 H. Camara, 8 Traoré, 9 S. Camara, 10 Fadiga, 11 Diouf, 12 Faye, 13 Diatta, 14 Mo. N'Diaye, 15 Diao, 16 Diallo, 17 Coly, 18 Thiaw, 19 Bouba Diop, 20 S. N'Diaye, 21 Beye, 22 Cissokho, 23 Ma. N'Diaye, CT: Metsu
Coppa del Mondo FIFA 20181 Diallo, 2 Mbengué, 3 Koulibaly, 4 Kara, 5 Gueye, 6 Sané, 7 Sow, 8 Kouyaté, 9 Diouf, 10 Mané, 11 N'Doye, 12 Sabaly, 13 A. N'Diaye, 14 Konaté, 15 Sakho, 16 K. N'Diaye, 17 P. A. Ndiaye, 18 Sarr, 19 Niang, 20 Keita, 21 Gassama, 22 Wagué, 23 Gomis, CT: Cissé
Coppa del Mondo FIFA 20221 S. Dieng, 2 F. Mendy, 3 Koulibaly, 4 P. Cissé, 5 I. Gueye, 6 N. Mendy, 7 Jackson, 8 Kouyaté, 9 Dia, 10 N'Diaye, 11 Ciss, 12 Ballo-Touré, 13 Ndiaye, 14 Jakobs, 15 Diatta, 16 E. Mendy, 17 P. Sarr, 18 I. Sarr, 19 Diedhiou, 20 B. Dieng, 21 Sabaly, 22 Diallo, 23 Gomis, 24 Name, 25 Loum, 26 P. Gueye, CT: A. Cissé

### Coppa d'Africa
Coppa d'Africa 1990P M'Baye, P Seck, D Diagne, D Fall, D A. Mendy, D R. Mendy, D Tew, C Cissé, C Bocandé, C Sagna, C Coly, C Gueye, C Mbengue, C Samb, A A. Diallo, A M. Diallo, A Diarra, A N'Diaye, A Ndao, A Sané, CT: Le Roy
Coppa d'Africa 1992P Faye, P Salla, P Seck, D Diallo, D A. Mendy, D J. Mendy, D R. Mendy, D I. N'Diaye, D Tew, C Cissé, C Fall, C Male, C L. N'Diaye, C Sagna, C Sène, A Bocandé, A Diagne, A Diarra, A Lah, A Ndao, A Sané, A Youm, CT: Le Roy
Coppa d'Africa 1994P P. W. N'Diaye, P R. C. N'Diaye, P Seck, D Diagne, D M. M. Diallo, D Gassama, D Gueye, D Male, D Mendy, D Tambedou, C Camara, C Cissé, C Faye, C Mangane, C A. Y. N'Diaye, C Sagna, A M. Diallo, A Diarra, A Dione, A Sané, A Tendeng, A Traoré, CT: Bocandé e Boubacar
Coppa d'Africa 20001 Diallo, 2 Daf, 3 Traoré, 4 Malick Diop, 5 P. N'Diaye, 6 Sene, 7 Camara, 8 Badji, 9 A. N'Diaye, 10 Fadiga, 11 Keita, 12 Touré, 13 O. Diop, 14 M. N'Diaye, 15 Fall, 16 Ba, 17 Sarr, 18 Ndiour, 19 Sylla, 20 Faye, 21 Mbaye, 22 Ly, CT: Schnittger
Coppa d'Africa 20021 Sylva, 2 Daf, 3 Sarr, 4 Malick Diop, 5 N'Dour, 6 Cissé, 7 H. Camara, 8 Traoré, 9 S. Camara, 10 Fadiga, 11 Diouf, 12 Faye, 13 Diatta, 14 Mo. N'Diaye, 15 Diao, 16 Diallo, 17 Coly, 18 Thiaw, 19 Bouba Diop, 20 S. N'Diaye, 21 Beye, 22 Ma. N'Diaye, CT: Metsu
Coppa d'Africa 20041 Sylva, 2 Daf, 3 Faye, 4 Malick Diop, 5 Diawara, 6 Cissé, 7 H. Camara, 8 N'Diaye, 9 Kamara, 10 Sakho, 11 Diouf, 12 Mendy, 13 Diatta, 14 N'Doye, 15 Diao, 16 Diallo, 17 Coly, 18 Niang, 19 Bouba Diop, 20 Diagne-Faye, 21 Beye, 22 Cissokho, CT: Stéphan
Coppa d'Africa 20061 Sylva, 2 Daf, 3 N'Daw, 4 Diakhaté, 5 Diawara, 6 Barry, 7 H. Camara, 8 Niang, 9 S. Camara, 10 Ba, 11 E.H. Diouf, 12 Faye, 13 Diatta, 14 Mendy, 15 Kamara, 16 P.M. Diouf, 17 Coly, 18 Dramé, 19 Bouba Diop, 20 Diagne-Faye, 21 Beye, 22 N'Diaye, 23 Djiba, CT: Sarr
Coppa d'Africa 20081 Sylva, 2 Sonko, 3 N'Daw, 4 Sarr, 5 Diawara, 6 Faye, 7 Camara, 8 Niang, 9 Gueye, 10 N'Doye, 11 Diouf, 12 Bayal Sall, 13 Diatta, 14 Papa Waigo, 15 Kamara, 16 C. N'Diaye, 17 Sougou, 18 Mendy, 19 Bouba Diop, 20 Diagne-Faye, 21 Beye, 22 Ba, 23 Coundoul, CT: L. N'Diaye
Coppa d'Africa 20121 Coundoul, 2 Gomis, 3 Sané, 4 Diakhaté, 5 Diawara, 6 Mangane, 7 Sow, 8 Niang, 9 Camara, 10 Dia, 11 N'Doye, 12 Bayal Sall, 13 Faty, 14 D. N'Diaye, 15 Cissé, 16 K. N'Diaye, 17 Daf, 18 N'Daw, 19 Ba, 20 Ar. Traoré, 21 Diamé, 22 M'Bengue, 23 P.L. Ndiaye, CT: Am. Traoré
Coppa d'Africa 20151 Coundoul, 2 Mbodj, 3 Djilobodji, 4 N'Diaye, 5 Diop, 6 L. Sané, 7 Sow, 8 Kouyaté, 9 Diouf, 10 Mané, 11 N'Doye, 12 Badji, 13 M'Bengue, 14 Touré, 15 Cissé, 16 Gomis, 17 Gueye, 18 Souaré, 19 Konaté, 20 S. Sané, 21 Gassama, 22 Saivet, 23 Camara, CT: Giresse
Coppa d'Africa 20171 Diallo, 2 Kara, 3 Koulibaly, 4 M'Bengue, 5 Gueye, 6 Diedhiou, 7 Sow, 8 Kouyaté, 9 Diouf, 10 Mané, 11 N'Doye, 12 Diamé, 13 Konaté, 14 Touré, 15 Diop, 16 K. N'Diaye, 17 P. A. Ndiaye, 18 Sarr, 19 Ciss, 20 Keita, 21 Gassama, 22 Saivet, 23 P. S. N'Diaye, CT: Cissé
Coppa d'Africa 20191 Diallo, 2 Ciss, 3 Koulibaly, 4 P. A. Cissé, 5 Gueye, 6 Sané, 7 Konaté, 8 Kouyaté, 9 Niang, 10 Mané, 11 Keita, 12 Sabaly, 13 A. N'Diaye, 14 Saivet, 15 Diatta, 16 Mendy, 17 P. A. Ndiaye, 18 Sarr, 19 Diagne, 20 Thioub, 21 Gassama, 22 Wagué, 23 Gomis, CT: A. Cissé
Coppa d'Africa 20211 S. Dieng, 2 Ciss, 3 Koulibaly, 4 P. A. Cissé, 5 Gueye, 6 N. Mendy, 7 Keita, 8 Kouyaté, 9 Dia, 10 Mané, 11 H. Diallo, 12 Ballo-Touré, 13 Lopy, 14 Seck, 15 B. Dieng, 16 E. Mendy, 17 P. Sarr, 18 I. Sarr, 19 Diedhiou, 20 B. Sarr, 21 Mbaye, 22 A. Diallo, 23 Gomis, 24 Name, 25 Ndiaye, 26 P. Gueye, 27 Thiam, 28 Faty, CT: A. Cissé
Coppa d'Africa 20231 Gomis, 2 F. Mendy, 3 Koulibaly, 4 Seck, 5 I. Gueye, 6 N. Mendy, 7 Jackson, 8 Kouyaté, 9 Dieng, 10 Mané, 11 Ciss, 12 Ballo-Touré, 13 I. N'Diaye, 14 Jakobs, 15 Diatta, 16 E. Mendy, 17 P. M. Sarr, 18 I. Sarr, 19 Niakhaté, 20 H. Diallo, 21 Sabaly, 22 A. Diallo, 23 Diaw, 24 Sima, 25 Camara, 26 P. Gueye, 27 A. N'Diaye, CT: A. Cissé

### Giochi olimpici
NOTA: per le informazioni sulle rose successive al 1948 visionare la pagina della nazionale olimpica.

## Rosa attuale
Lista dei giocatori convocati per le Qualificazioni alla Coppa delle nazioni africane 2025 del 14 e 19 novembre 2024 contro Burkina Faso e Burundi.
Presenze e reti aggiornate al termine della seconda gara.
|  | P | Édouard Mendy         | 1º marzo 1992     | 41  | -21 | Al-Ahli             |  |  |
|  | P | Seny Dieng            | 23 novembre 1994  | 9   | -4  | Middlesbrough       |  |  |
|  | P | Mory Diaw             | 22 giugno 1993    | 2   | -2  | Clermont Foot       |  |  |
|  |   |                       |                   |     |     |                     |  |  |
|  | D | Kalidou Koulibaly     | 20 giugno 1991    | 88  | 1   | Al-Hilal (capitano) |  |  |
|  | D | Abdou Diallo          | 4 maggio 1996     | 32  | 2   | Al-Arabi            |  |  |
|  | D | Ismail Jakobs         | 17 agosto 1999    | 21  | 0   | Galatasaray         |  |  |
|  | D | Moussa Niakhaté       | 8 marzo 1996      | 15  | 0   | Olympique Lione     |  |  |
|  | D | Abdoulaye Seck        | 4 giugno 1992     | 13  | 2   | Maccabi Haifa       |  |  |
|  | D | Formose Mendy         | 2 gennaio 2001    | 10  | 0   | Lorient             |  |  |
|  | D | El Hadji Malick Diouf | 28 dicembre 2004  | 4   | 0   | Slavia Praga        |  |  |
|  | D | Seydou Sano           | 28 ottobre 2004   | 1   | 0   | Al-Gharafa          |  |  |
|  | D | Abdoulaye Ndiaye      | 10 aprile 2002    | 0   | 0   | Brest               |  |  |
|  |   |                       |                   |     |     |                     |  |  |
|  | C | Idrissa Gueye         | 26 settembre 1989 | 114 | 7   | Everton             |  |  |
|  | C | Krépin Diatta         | 25 febbraio 1999  | 43  | 2   | Monaco              |  |  |
|  | C | Pape Matar Sarr       | 14 settembre 2002 | 29  | 1   | Tottenham           |  |  |
|  | C | Pape Gueye            | 24 gennaio 1999   | 26  | 2   | Villarreal          |  |  |
|  | C | Lamine Camara         | 18 gennaio 2004   | 16  | 4   | Monaco              |  |  |
|  | C | Pathé Ciss            | 16 marzo 1994     | 17  | 0   | Rayo Vallecano      |  |  |
|  | C | Habib Diarra          | 3 gennaio 2004    | 9   | 3   | Strasburgo          |  |  |
|  | C | Assane Diao           | 7 settembre 2005  | 1   | 0   | Como                |  |  |
|  | C | Ibrahima Seck         | 19 maggio 2004    | 0   | 0   | Gorée               |  |  |
|  |   |                       |                   |     |     |                     |  |  |
|  | A | Sadio Mané            | 10 aprile 1992    | 111 | 45  | Al-Nassr            |  |  |
|  | A | Ismaïla Sarr          | 25 febbraio 1998  | 68  | 14  | Crystal Palace      |  |  |
|  | A | Habib Diallo          | 18 giugno 1995    | 34  | 7   | Damac               |  |  |
|  | A | Boulaye Dia           | 16 novembre 1996  | 30  | 6   | Lazio               |  |  |
|  | A | Iliman Ndiaye         | 6 marzo 2000      | 25  | 2   | Everton             |  |  |
|  | A | Nicolas Jackson       | 20 giugno 2001    | 18  | 1   | Chelsea             |  |  |
|  | A | Cherif Ndiaye         | 23 gennaio 1996   | 4   | 0   | Stella Rossa        |  |  |
|  | A | Cheikh Sabaly         | 4 marzo 1999      | 2   | 0   | Metz                |  |  |

## Record individuali
Record aggiornati al 6 giugno 2025.
- I calciatori in grassetto sono ancora in attività in nazionale.

### Record presenze
| Posizione | Giocatore         | Presenze | Reti | Periodo   |
| --------- | ----------------- | -------- | ---- | --------- |
| 1         | Idrissa Gueye     | 120      | 7    | 2011-     |
| 2         | Sadio Mané        | 114      | 46   | 2012-     |
| 3         | Henri Camara      | 99       | 29   | 1999-2008 |
| 4         | Cheikhou Kouyaté  | 91       | 4    | 2012-     |
| 5         | Kalidou Koulibaly | 90       | 1    | 2015-     |
| 6         | Roger Mendy       | 87       | 3    | 1979-1995 |
| 7         | Tony Sylva        | 83       | 0    | 1999-2008 |
| 8         | Jules Bocandé     | 73       | 20   | 1979-1993 |
| 9         | Lamine Diatta     | 72       | 4    | 2000-2008 |
|           | Ismaïla Sarr      | 72       | 15   | 2016-     |

### Record reti
| Posizione | Giocatore      | Reti | Presenze | Periodo   |
| --------- | -------------- | ---- | -------- | --------- |
| 1         | Sadio Mané     | 46   | 113      | 2012-     |
| 2         | Henri Camara   | 29   | 99       | 1999-2008 |
| 3         | El Hadji Diouf | 24   | 70       | 2000-2008 |
| 4         | Mamadou Niang  | 20   | 54       | 2002-2012 |
| 4         | Jules Bocandé  | 20   | 73       | 1979-1993 |
| 6         | Moussa Sow     | 18   | 50       | 2009-2018 |
| 7         | Papiss Cissé   | 17   | 36       | 2009-2015 |
| 8         | Mamadou Diallo | 16   | 35       | 1989-1999 |
| 9         | Ismaïla Sarr   | 15   | 72       | 2016-     |
| 10        | Moussa Konaté  | 12   | 34       | 2012-2019 |

## Staff
Lo staff della nazionale si compone del commissario tecnico, che allena, convoca e schiera in campo gli atleti ed è assistito da due vice-allenatori. Ad aiutare gli allenatori ci sono il preparatore atletico, il preparatore dei portieri, il capo delegazione, il segretario, i medici, i massofisioterapisti e gli osservatori, che assistono ai match degli avversari.

### Staff tecnico
- Commissario tecnico: Aliou Cissé
- Assistente allenatore : Régis Bogaert
- Assistente allenatore : Omar Daf
- Preparatore dei portieri: Tony Sylva
- Collaboratore tecnico: Lamine Diatta
- Medico: Pape Fédhior